# Montpellier (Quebec)
Montpellier es un municipio canadiense situado en la provincia de Quebec.

## Superficie
Montpellier tiene una superficie de 246,12 km².

## Demografía
En 2021, tenía 1112 habitantes, una densidad poblacional de 4,5 hab./km², y 954 viviendas.